# Lửa thánh Elmo

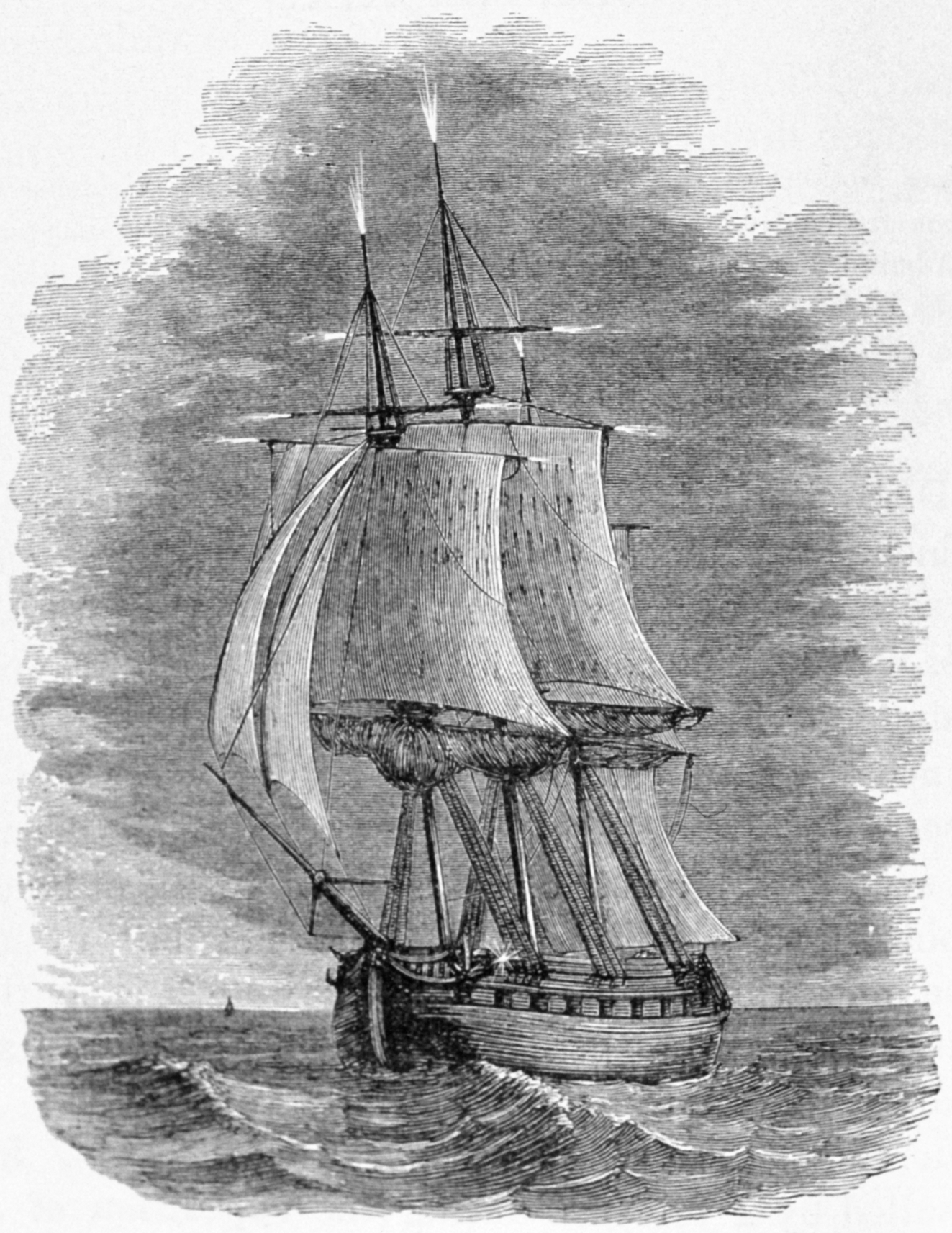
Ngọn lửa Thánh Elmo trên một con tàu biển

Ngọn lửa của Thánh Elmo (cũng gọi là ánh sáng thánh Elmo) là một hiện tượng thời tiết. Trong đó plasma phát sáng được tạo ra bởi một sự phóng điện từ một vật sắc nhọn hoặc trong một điện trường mạnh (chẳng hạn như chúng tạo ra bởi bão hoặc tạo ra bởi một núi lửa phun trào).
Ngọn lửa thánh Elmo được đặt theo tên thánh Erasmus of Formiae (còn gọi là thánh Elmo, một trong hai tên Tiếng Ý cho thánh Erasmus, người còn lại là thánh Erasmo), vị thánh bảo trợ của thủy thủ. Hiện tượng đôi khi xuất hiện trên các tàu trên biển trong cơn dông và được coi bởi các thủy thủ với nỗi sợ hãi tôn giáo để đặt tên cho nó. Bởi vì nó là một dấu hiệu của điện trong không khí, có thể gây trở ngại cho việc đọc la bàn, một số thủy thủ có thể đã coi nó như là một điềm báo xui xẻo và thời tiết mưa bão. Tài liệu tham khảo từ các thủy thủ khác có thể cho thấy thực sự họ đã coi ngọn lửa thánh Elmo như là một điềm tốt (như trong một dấu hiệu của sự hiện diện của các vị thánh bảo trợ của họ).

## Đặc tính

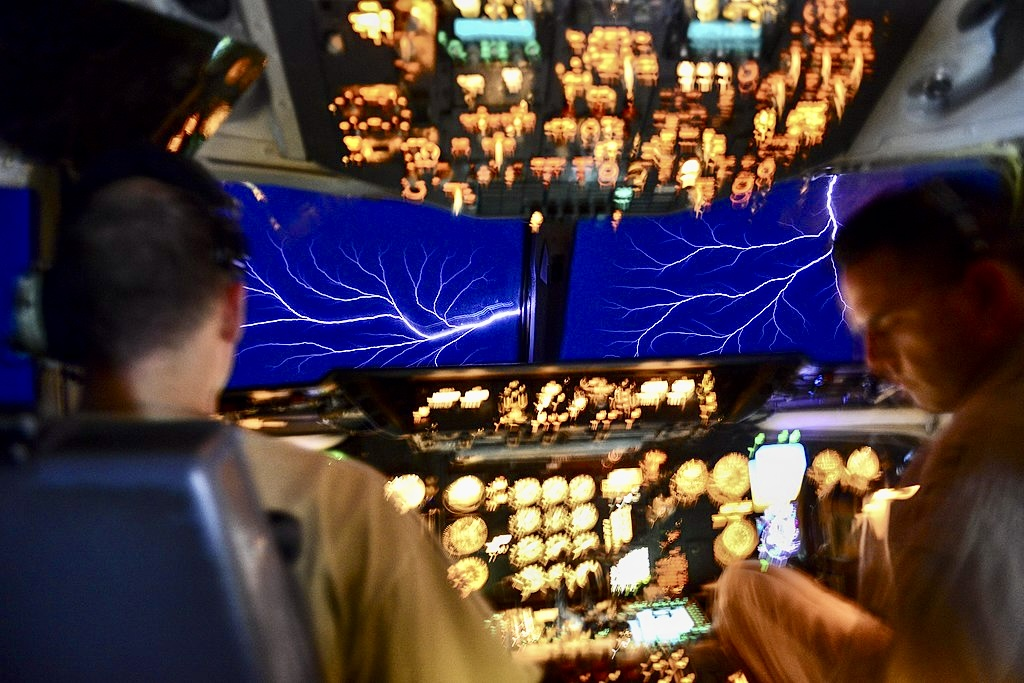
Lửa thánh Elmo nhìn qua buồng điều khiển của máy bay KC-10.

Về mặt vật lý, lửa Thánh Elmo là một rực rỡ màu xanh hoặc tím ánh sáng, xuất hiện như lửa trong một số trường hợp, cấu trúc mạnh chỉ như thu lôi, cột buồm, chóp và ống khói, và cánh máy bay. Lửa Thánh Elmo cũng có thể xuất hiện trên lá, cỏ, và ngay cả ở phần đỉnh của sừng gia súc. Thường kèm theo ánh sáng là một âm thanh ù. Nó đôi khi bị nhầm lẫn với sét hòn.
Năm 1751, Benjamin Franklin đưa ra giả thuyết rằng một thu lôi sắt sẽ sáng lên ở đầu trong một cơn bão sét, tương tự như lửa của Thánh Elmo.

## Hình thành

### Nguyên nhân
Lửa Thánh Elmo là một dạng vật chất được gọi là plasma, mà cũng được sản xuất trong các ngôi sao, nhiệt độ cao ngọn lửa, và tia sét. Các điện trường xung quanh đối tượng được đề cập gây ra sự ion hóa của các phân tử không khí, tạo ra một ánh sáng yếu ớt dễ dàng nhìn thấy trong điều kiện ánh sáng yếu. Khoảng 1.000 volt mỗi cm gây ra lửa Thánh Elmo của, số phụ thuộc nhiều vào hình dạng của đối tượng. Điểm mạnh giảm điện áp yêu cầu bởi vì điện trường là tập trung hơn ở các vùng cao, do đó phóng điện cường độ cao hơn tại các đầu của các vật nhọn.

### Quan hệ với chất khí nitơ
Điều kiện có thể tạo ra Lửa thánh Elmo của có mặt trong giông bão, khi chênh lệch điện áp cao có mặt giữa đám mây và mặt đất bên dưới. Phân tử không khí phát sáng do sự ảnh hưởng của điện áp như vậy, sản xuất Lửa của Thánh Elmo.
Các nitơ và oxy trong không khí của Trái Đất gây lửa Thánh Elmo để phát sáng với ánh sáng màu xanh hoặc tím, điều này cũng tương tự như cơ chế gây ra đèn neon phát sáng.